# Левашово (Владимирская область)
Левашово — деревня в Кольчугинском районе Владимирской области России. Входит в состав Флорищинского сельского поселения.

## География
Деревня расположена в 7 км на юг от центра поселения посёлка Металлист и в 17 км на запад от райцентра города Кольчугино.

## История
В конце XIX — начале XX века деревня входила в состав Коробовщинской волости Покровского уезда, с 1925 года — в составе Киржачской волости Александровского уезда. В 1859 году в деревне числилось 46 дворов, в 1905 году — 55 дворов, в 1926 году — 93 двора.
С 1929 года деревня входила в состав Флорищинского сельсовета Кольчугинского района, с 2005 года — в составе Флорищинского сельского поселения.

## Население
| 1859 | 1905 | 1926 | 2002 | 2010 | 2021 |
| ---- | ---- | ---- | ---- | ---- | ---- |
| 288  | ↗343 | ↗367 | ↘9   | ↗15  | →15  |

## Известные уроженцы, жители
- Ляскин, Григорий Осипович (1897—1976) — советский военный деятель, генерал-майор (28.04.1943).

## Инфраструктура
Личное подсобное хозяйство с зоной сельскохозяйственного использования, индивидуальная застройка усадебного типа.

## Транспорт
Деревня доступна автотранспортом по дороге 17Н-400.